# Cabdill ventreblanc
El cabdill ventreblanc (Hemitriccus griseipectus) és un ocell de la família dels tirànids (Tyrannidae).

## Hàbitat i distribució
Habita els boscos del sud-est del Perú, nord de Bolívia i Brasil central.